# Công xã Paris

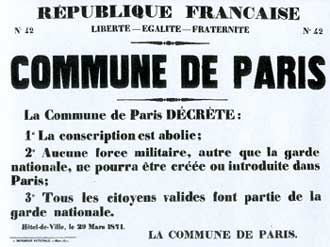
Một thông báo của Công xã

Công xã Paris (tiếng Pháp: La Commune de Paris) là một chính quyền điều hành Paris trong một khoảng thời gian ngắn, từ ngày 18 tháng 3 đến ngày 28 tháng 5 năm 1871. Công xã được mô tả là một vụ bạo loạn hoặc sự thiết lập chính quyền theo chủ nghĩa xã hội hiện đại, tùy theo tư tưởng của người bình luận.
Theo nghĩa đen, Công xã Paris chỉ là cơ quan hành chính địa phương (hội đồng của một xã) đã nắm quyền điều khiển Paris trong vòng hai tháng mùa xuân năm 1871. Tuy nhiên, với những điều kiện khi thành lập, những quy định gây tranh cãi và kết thúc đẫm máu đã làm cho nó trở thành sự kiện chính trị quan trọng vào thời đó.

## Hoàn cảnh ra đời của Công xã

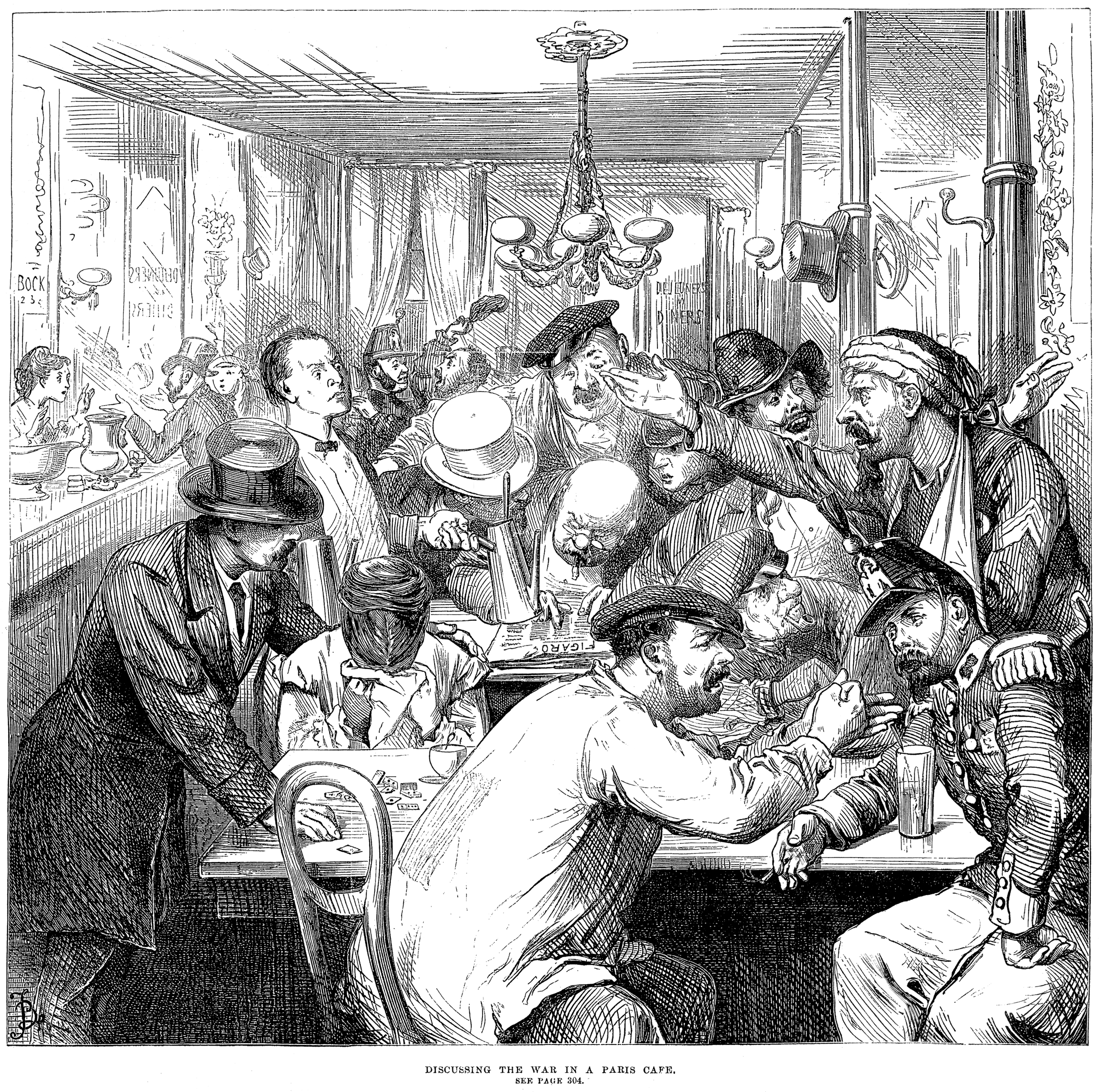
Bàn luận về chiến tranh trong 1 quán cà phê Paris, The Illustrated London News ngày 17/9/1870

Cuối tháng 6 năm 1870, Đệ Nhị Đế chế Pháp lâm vào thời kỳ khủng hoảng. Cũng mùa hè năm 1870, nước Pháp gây chiến với Phổ. Do chỉ huy yếu, thua kém về vũ khí, chiến lược sai lầm... Pháp nhanh chóng bị Phổ đánh bại. Tháng 9 năm 1870, hoàng đế Napoléon III thất trận ở chiến trường Sedan phải đầu hàng thủ tướng nước Phổ Otto von Bismarck. Ngày 4 tháng 9, nhân dân Paris nhận được tin, tự phát nổi dậy, tràn vào Điện Bourbon, hô lớn: "Phế truất hoàng đế", "Cộng hòa muôn năm". Chiều ngày hôm đó, chính phủ lâm thời được thành lập mang tên Chính phủ vệ quốc. Tướng Louis Jules Trochu, một người có tư tưởng bảo hoàng, nguyên thống đốc Paris, được cử làm Bộ trưởng Bộ chiến tranh và đứng đầu chính phủ mới.
Quân đội Phổ, sau chiến thắng ở trận Sedan, tiếp tục tiến về Paris. Khi thủ đô bị vây hãm vào gần cuối tháng 9, thành phố vẫn còn 246.000 vệ binh và thủy quân cùng 125.000 vệ quốc quân. Chính phủ tổ chức thêm 200 tiểu đoàn vệ quốc quân, cộng với 60 tiểu đoàn vốn có từ thời Đệ nhị đế chế. Lực lượng này bao gồm chủ yếu các thợ thủ công và công chức nhỏ. Trong khi đó, quân đội Pháp vẫn tiếp tục thua cuộc. Ngày 27 tháng 10, 15 vạn quân Pháp ở thành Metz do tướng François Achille Bazaine chỉ huy đầu hàng. Nhân dân Paris với quyết tâm cố thủ, phản đối việc chính phủ mới đàm phán với phía Phổ, tập trung trước tòa thị chính hô lớn: "Đả đảo Trochu! Không đàm phán!". Jules Favre, Bộ trưởng Bộ Ngoại giao của Chính phủ Vệ quốc, đã bí mật ký thỏa thuận hòa ước với Otto von Bismarck.
Từ ngày 23 tháng 1 năm 1871, Chính phủ của Trochu bắt đầu đàm phán với Phổ tại cung điện Versailles. Đến ngày 28 tháng 1, Chính phủ Pháp ký hiệp định đình chiến, chấp nhận các điều kiện của phía Phổ. Theo thảo thuận đình chiến, cuộc bầu cử Quốc hội Pháp sẽ được tổ chức vào 8 tháng 2 năm 1871 và sau đó Quốc hội sẽ ký hòa ước. Đúng như dự định, Quốc hội mới được thành lập vào đầu tháng 2 với 750 nghị viên. Phần lớn trong số này thuộc tầng lớp phú ông, địa chủ và có tới 450 người thuộc phái bảo hoàng. Adolphe Thiers trở thành Thủ tướng và Jules Favre tiếp tục giữ chức Bộ trưởng Bộ Ngoại giao. Ngày 28 tháng 2, Thiers gặp Bismarck và ký kết các điều khoản hòa ước:
- Nước Pháp bồi thường chiến phí 5 tỷ franc.
- Các pháo đài Paris bị quân Đức chiếm đóng cho tới khi Pháp nộp 500 triệu franc đầu tiên.
- Lãnh thổ phía Đông bị chiếm đóng cho tới khi Pháp hoàn thành hết khoản bồi thường.
- Alsace và một phần ba Lorraine thuộc về Đức.
- Quân Phổ vào chiếm đóng Paris.

Phản đối hòa ước, trước ngày quân đội Phổ tiến vào Paris, dân chúng và vệ quốc quân đã chiếm 227 khẩu đại bác và súng liên thanh chuyển về Montmartre và Belleville. Trước sự chống cự này, quân đội Phổ chỉ chiếm một phần Paris và ở lại trong 62 giờ đồng hồ. Ngày 15 tháng 2, 215 trong tổng số 270 tiểu đoàn vệ quốc đã thành lập Liên minh Quân đội Vệ quốc, đứng đầu là Ủy ban Trung ương Vệ quốc. Ủy ban này gồm đại biểu ở tất cả các đơn vị, có cả những người xã hội và những hội viên của Quốc tế thứ nhất. Ngày 24 tháng 2, Ủy ban tổ chức cuộc tuần hành trước nhà tù Bastille để kỷ niệm Đệ nhị Cộng hòa.
Giữa tháng 3 năm 1871, Quốc hội hạ lệnh tước vũ khí quân vệ quốc. Cuộc chiến ngày 18 tháng 3 giữa Chính phủ Versailles và quân vệ quốc là ngòi nổ trực tiếp cho Công xã Paris.

## Thành lập Công xã

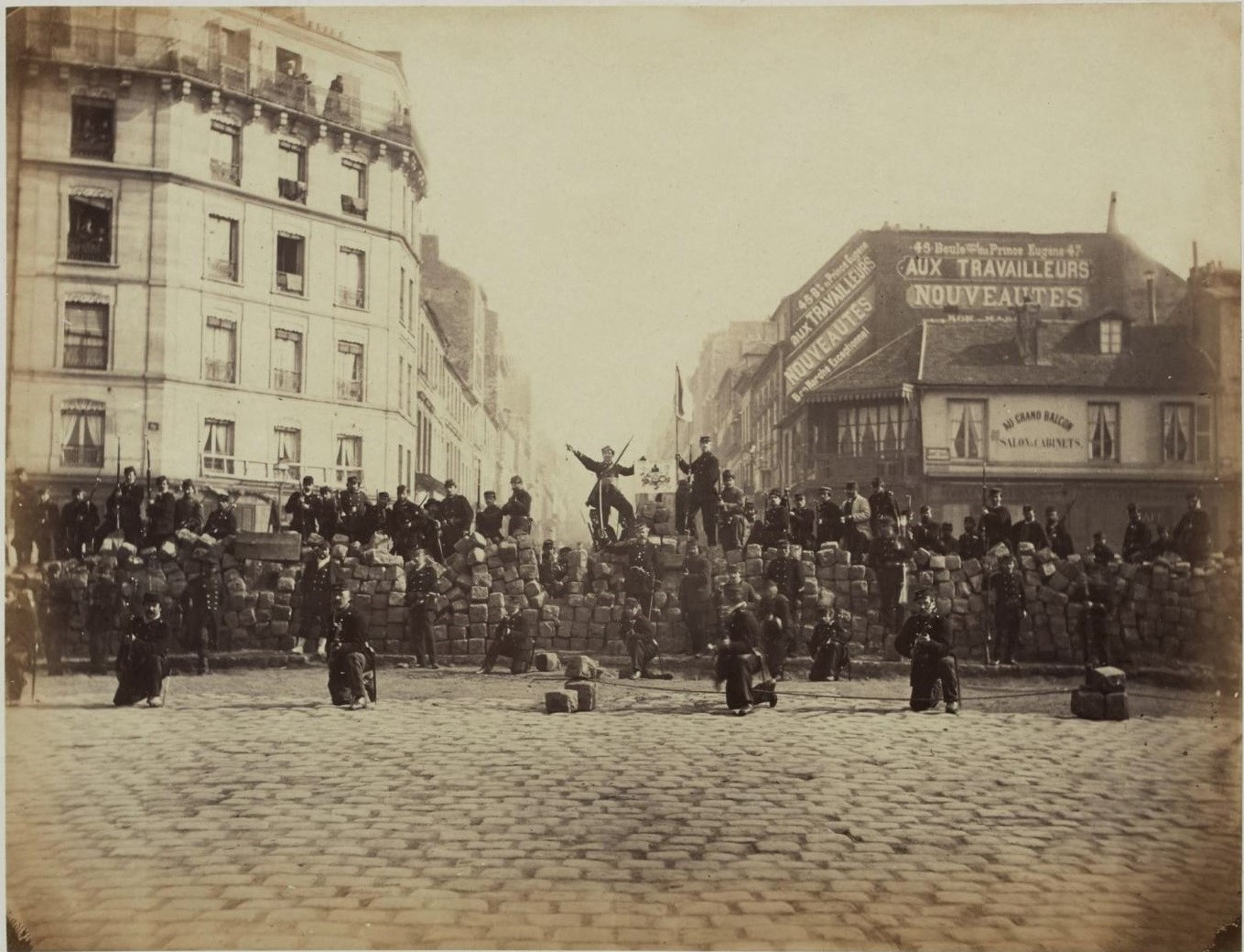
Một chướng ngại vật trên phố, ngày 18 tháng 3 năm 1871

3 giờ ngày 17 rạng sáng ngày 18 tháng 3, quân đội chính phủ Thiers tới chiếm các vị trí chiến lược bên tả ngạn sông Seine. Một nhóm khác cũng được điều đến các kho đại bác của Paris. Mục tiêu chủ yếu của quân đội chính phủ là đồi Montmartre ở phía Bắc thành phố để chiếm các trọng pháo của quân vệ quốc. Đến 5h30, quân chính phủ chiếm được các trọng pháo nhưng chưa di chuyển đi được. Sau các tiếng kèn tập hợp và chuông báo động, quân vệ quốc tiến tới bao vây đồi. Trong cuộc chiến, nhiều binh lính quân chính phủ đã nghiêng về phía quân vệ quốc, viên tướng chỉ huy bị bắn chết tại chỗ. Tới 9 giờ, lực lượng chính phủ thất bại, vội vã lui quân. Buổi trưa, Ủy ban Trung ương Vệ quốc ra lệnh các tiểu đoàn tiến vào trung tâm thành phố. Chỉ sau vài tiếng đồng hồ, quân vệ quốc đã chiếm được các cơ quan đầu não của phủ, tòa thị chính và các trại lính. Đến buổi chiều, Thiers cùng chính phủ phải rút về Versailles.
Ngày 26 tháng 3, bầu cử Hội đồng Công xã được tiến hành và ngày 28, kết quả được công bố. Trong số 85 đại biểu trúng cử, có 25 công nhân, 15 đại biểu thuộc tầng lớp tư sản trúng cử nhưng sớm từ chức sau đó. Phần còn lại gồm các bác sĩ, nhà báo, giáo viên, công chức... Khoảng gần 30 đại biểu của Hội đồng Công xã là hội viên của Quốc tế thứ nhất và cũng có cả những người ngoại kiều gốc Nga, Ba Lan, Hungary. Cuối tháng 3, do ảnh hưởng của Công xã Paris, nhiều cuộc khởi nghĩa khác cũng nổ ra ở Marseilles, Lyon, Toulouse,...
Sắc lệnh đầu tiên của Công xã là bãi bỏ quân đội thường trực và bộ máy cảnh sát cũ. Việc giữ an ninh được thay bằng lực lượng công nhân có vũ trang. Chính quyền của giai cấp công nhân cũng được thành lập. Cơ quan tối cao của nhà nước là Hội đồng Công xã có vai trò lập pháp và tổ chức 10 ủy ban chịu trách nhiệm về hành pháp. Mỗi ủy ban này do 1 ủy viên của Hội đồng Công xã làm chủ tịch. Công xã cũng ra sắc lệnh tách nhà thờ khỏi hoạt động của nhà nước, giới [tăng lữ] không can thiệp vào công việc của chính quyền và [ngân sách tôn giáo] bị hủy bỏ. Tất cả tài sản của các giáo hội trở thành tài sản quốc gia, giáo dục cũng tách khỏi nhà thờ. Để tuyên truyền trong hoàn cảnh bị bao vây, Công xã Paris còn sử dụng khinh khí cầu rải truyền đơn tới các vùng nông thôn.
Trong khi đó, quân đội Phổ và quân đội Versailles vẫn tiếp tục bao vây Paris. Chính phủ Versailles cùng một số báo chí đưa nhiều tin bất lợi cho Công xã Paris, như Công xã sẽ tiêu diệt tất cả các quyền sở hữu. Nhiều nông dân lo ngại chính quyền của Công xã Paris.

## Các chính sách kinh tế
Công xã Paris quyết định giao cho công nhân quản lý các xí nghiệp, công xưởng mà giới chủ đã bỏ khỏi Paris. Còn những xưởng mà người chủ vẫn ở lại, Công xã quản lý thông qua việc kiểm soát tiền lương. Các Ủy ban Lao động được thành lập chịu trách nhiệm về sản xuất và đời sống công nhân. Với những nhà máy vẫn còn giới chủ, Công xã đưa ra lệnh cấm hình thức cúp phạt, cấm làm đêm trong các xưởng bánh mì. Chế độ ngày làm 8 tiếng cũng được đề ra nhưng chưa kịp thực hiện. Mức lương của các viên chức bị hạ xuống, trong khi của công nhân được tăng lên. Đến tháng 5, Công xã ban hành đạo luật quy định giá bánh mỳ, thịt bò, cừu. Nhiều công dân nghèo rời nhà mình tới sống tại các dinh thự của những quý tộc, tư sản bỏ trốn.
Về giáo dục, Công xã Paris thành lập hệ thống giáo dục thống nhất, tách khỏi nhà thờ, thay thế các tăng lữ bằng tầng lớp giáo viên mới. Một sắc lệnh quy định giáo dục bắt buộc và miễn phí. Ngày 12 tháng 5, hai trường chuyên nghiệp được thành lập. Chịu trách nhiệm các nhiệm vụ này là Ủy ban Giáo dục. Tương tự, Hội Nghệ sĩ đứng ra quản lý các rạp hát, kinh doanh nghệ thuật bị cấm.
Về quân sự, Công xã Paris giải tán quân đội và bộ máy cảnh sát của chế độ cũ; thành lập lực lượng vũ trang và lực lượng an ninh của nhân dân 

## Chiến tranh bảo vệ Công xã

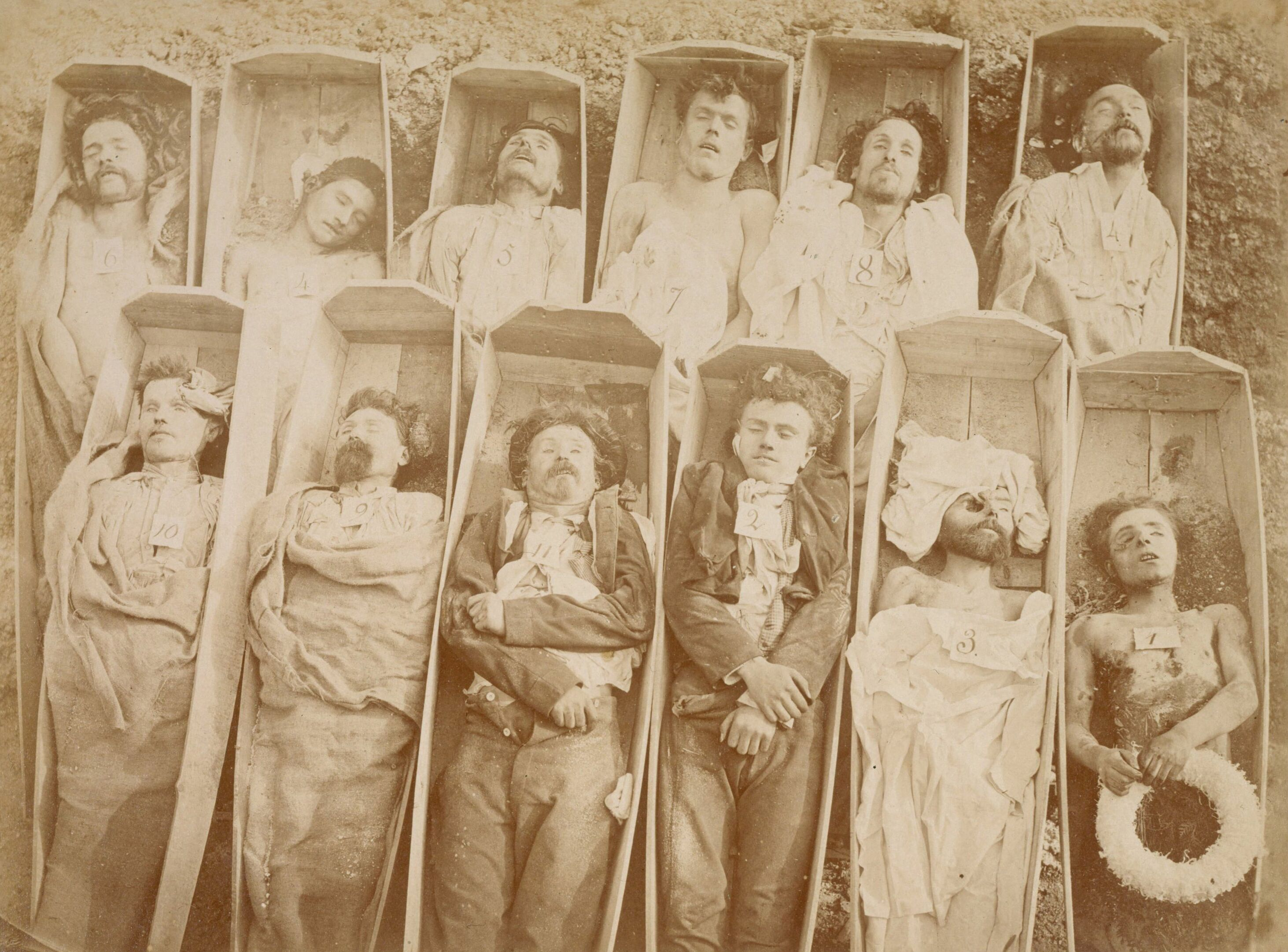
Thành viên Công xã Paris bị xử tử

Sau ngày 18 tháng 3, quân đội chính phủ Versailles hầu như tan rã. Về Versailles, Adolphe Thiers dần tập hợp lại được 12 ngàn quân. Cuối tháng 3, khi những cuộc nổi dậy ở các tỉnh thất bại, quân đội tập trung lại Paris và lên tới con số 65 ngàn. Trong khi đó, lực lượng của Công xã ban đầu khoảng 100 ngàn người, về sau tăng lên tới 200 ngàn. Nhưng trong số này chỉ có khoảng 20 đến 30 ngàn đã được luyện tập. Về vũ khí, tuy Công xã có được 1740 khẩu đại bác, nhưng do không có pháo thủ, một số bị phá hủy nên chỉ sử dụng được 320 khẩu. Quân đội Công xã cũng được trang bị hơn 400 ngàn súng trường.
Ngày 2 tháng 4, quân Versailles bắt đầu tấn công thành phố Paris. Quân Công xã nhanh chóng thua cuộc do tổ chức yếu, kỷ luật kém, sử dụng pháo không hiệu quả... Trong tháng 4 và 5, quân Versailles đã chiếm được phần lớn các pháo đài phía tây và nam thành phố. Từ giữa tháng 4, Paris liên tiếp bị bắn phá. Nhiều người của chính phủ Versailles thâm nhập vào hàng ngũ Công xã, tham gia cả Bộ Tổng tham mưu. Lực lượng tình báo này đã cho phá hủy một xưởng đúc đạn, lấy các bản đồ quân sự và tổ chức mở cửa thành Paris cho quân đội Versailles tiến vào.
Vào khoảng thời gian đang diễn ra cuộc chiến, ngày 10 tháng 5 năm 1871, Adolphe Thiers chính thức ký với Bismarck hòa ước nhượng Alsace và một phần Lorraine cho Phổ cùng khoản chiến phí 5 tỷ franc}. Chính phủ của Thiers và phía Phổ cùng tham gia đàn áp Công xã . Theo yêu cầu của Thiers, Bismarck trao trả Pháp 10 vạn tù binh và lực lượng này cùng tham gia đàn áp Công xã. Sau hòa ước, Bộ Chỉ huy quân Phổ cho quân đội Versailles qua phía bắc thành phố, nơi Công xã ít đề phòng .
Ngày 20 tháng 5, quân đội Versailles bắt đầu tổng tiến công. Ngày 21, quân đội tràn vào Paris qua cửa ô Saint-Cloud. Tiếp đó là khoảng thời gian "Tuần lễ đẫm máu" kéo dài từ 21 tới 28 tháng 5. Ngày 27, quân Versailles chiếm được Belleville. Khoảng 200 binh lính Công xã rút vào cố thủ trong nghĩa địa Père-Lachaise. Tới ngày 28, cuộc kháng cự của Paris hoàn toàn thất bại.

## Nguyên nhân thất bại
Công xã Paris thất bại có nhiều nguyên nhân, cả khách quan và chủ quan. Sau ngày 18 tháng 3, lực lượng của Công xã đã chiếm được nhiều cơ quan quan trọng, nhưng lại bỏ qua Bưu điện và Ngân hàng Pháp. Công xã cũng không hoàn thành thắng lợi bằng cách tấn công tiếp tục tới Versailles và điều này khiến chính phủ của Adolphe Thiers có thời giờ củng cố, xây dựng lại quân đội. Công xã cũng không mạnh tay với các nhân vật gián điệp, cho tới thời kỳ Tuần lễ đẫm máu mới thực hiện biện pháp mạnh nhưng không còn tác dụng.
Về kinh tế, do không tịch thu ngân hàng, những thành phần chống lại công xã đã vẫn có thể tiếp tục sử dụng tiền. Ngoài ra, về quân sự, Công xã Paris tỏ ra yếu kém. Quân đội của Công xã chưa được huấn luyện, tổ chức tốt. Việc lãnh đạo thiếu tập trung, được chia làm hai cơ quan là Ủy ban Quân sự và Ủy ban Trung ương quân vệ quốc. Lực lượng công nhân không xây dựng được mối quan hệ chặt chẽ với lực lượng nông dân. Các yếu kém về quân sự khiến Công xã nhanh chóng tan rã khi bị quân đội Versailles tấn công.

## Liên kết khác
- Paris Commune Archive at marxists.org
- Paris Commune Archive at Anarchist Archive
- Norman Barth writing on the Commune in Paris Kiosque Lưu trữ ngày 14 tháng 5 năm 2011 tại Wayback Machine
- Discussion of the Commune in "An Anarchist FAQ" Lưu trữ ngày 16 tháng 6 năm 2006 tại Wayback Machine
- Short history of the Paris Commune on libcom.org
- Karl Marx's contemporary account of the Commune 'The Civil War in France'
- Karl Marx and the Paris Commune by C.L.R. James
- The Paris Commune and Marx' Theory of Revolution by Paul Dorn
- Association Les Amis de la Commune de Paris (1871) Lưu trữ ngày 12 tháng 10 năm 2004 tại Wayback Machine (bằng tiếng Pháp)
- The Siege of The Paris Commune at the Northwestern University Library Mccormick Library of Special Collections
- Paris Commune on Encyclopedia.com
- La Commune (Paris, 1871) on DVD
- Page describing the history and the workings of the Paris Commune's government